# 極品大作戰
《今晚80後脫口秀》是東方衛視在2013年首次推出春節的賀歲劇《極品大作戰》。講述的是林海出演的「林如海」創立了一家名為「極品負能量」的公司，專為平常在生活中被他人欺壓的人，提供整對方的服務。而公司員工包含了董事長林如海(林海飾)、總經理狄仁竭(狄志傑飾)、業務經理王自保(王自健飾) 、業務員楊愛娃(陳嘉樺(Ella)飾)。

### 播出時間與介紹
| 播出日期   | 集數   | 主題               | 備註                                                                 |
| 2013/02/11 | 第一集 | 我的老板是極品     | 林兮兮(董博飾)、黃英俊(黃舒駿飾)、邦妮姐(周瑾飾)                     |
| 2013/02/12 | 第二集 | 我的明星是極品     | 段美容(謝承穎飾)、李盟盟(程怡飾)、李天王(鄭磊飾)                     |
| 2013/02/13 | 第三集 | 我的同學是極品     | 甘芸(陳蓉飾)                                                         |
| 2013/02/14 | 第四集 | 我的同事是極品     | 安芬(丹丹飾)、求求(于明加飾)                                         |
| 2013/02/15 | 第五集 | 我的父母是極品     | 郝連會(小小彬飾)、郝爸爸(章濤飾)、郝媽媽(伏玟曉飾)、秋雲大師(史航飾) |
| 2013/02/16 | 第六集 | 我的前任是極品(上) | 楊柳(張慶慶飾)、丁競(蒙亭宜飾)                                       |
| 2013/02/17 | 第六集 | 我的前任是極品(下) |                                                                      |